# 土成インターチェンジ
土成インターチェンジ（どなりインターチェンジ）は、徳島県阿波市土成町吉田字井ノ口にある徳島自動車道のインターチェンジ。阿波市や吉野川市の最寄りインターチェンジである。
藍住IC - 徳島IC間が開通するまでは藍住ICまたは脇町ICで通行料金を支払っていたため料金所は設置されていなかった。

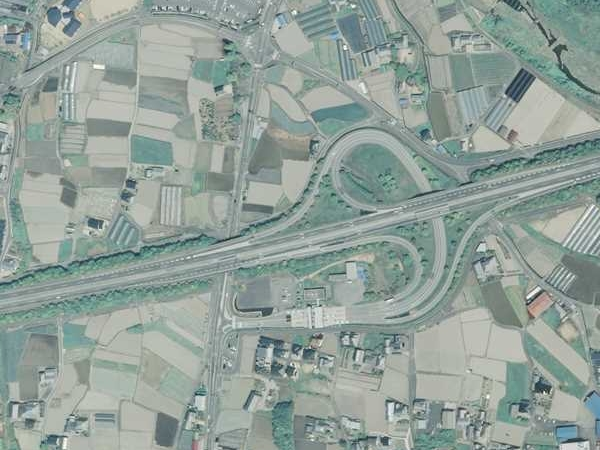

2024年（令和6年）3月18日より料金所がETC専用になっている。

## 接続する道路
- 国道318号

## 周辺
- 土成中央公園
- 熊谷寺（四国八十八箇所第八番札所）
- 十楽寺（四国八十八箇所第七番札所）
- 安楽寺（四国八十八箇所第六番札所）
- 一條神社
- 阿波市役所土成支所

## 土成バスストップ
土成バスストップ（どなりバスストップ）は、徳島県阿波市土成町吉田北門にある土成インターチェンジに併設された高速バス用バス停留所。停留所設備は高速道路施設外に設けられており、停車するバスはいったん料金所を出て客扱いを行う。
高速バス利用者専用駐車場あり。
以下の路線が発着する（すべて昼行）。
| 路線愛称               | 運行会社                         | 方面 |
| ---------------------- | -------------------------------- | --- |
| しこくさぶろうエディ号 | 四国交通 阪急観光バス            | USJ → 梅田（阪急三番街） → 新大阪駅 ※井川行きは降車のみ                                                     |
| しこくさぶろうエディ号 | 四国交通                         | 高速鳴門 → アオアヲナルトリゾート前 → 大塚国際美術館前 → 高速舞子 → 神戸三宮 → 新神戸駅 ※井川行きは降車のみ |
| 高知エクスプレス号     | JR四国バス                       | 三宮 → 京都駅中央口 ※高知行きは降車のみ                                                                     |
| 松山エクスプレス号     | JR四国バス 西日本JRバス          | 高速舞子 → JR難波駅（湊町BT） → JR大阪駅 ※松山行きは降車のみ                                                |
| 吉野川エクスプレス     | 徳島バス 伊予鉄道 JR四国バス     | 三島川之江インター → 川内インター → 松山インター口 → 大街道 → 松山市駅 → JR松山駅 ※徳島行きは降車のみ       |
| 高知徳島エクスプレス   | 徳島バス とさでん交通 JR四国バス | 一宮BT → 高知駅BT → はりまや橋BT ※徳島行きは降車のみ                                                        |

## 料金所

### 入口
- ブース数 : 2

2ブースともETC専用およびサポート

### 出口
- ブース数 : 2
  - ETC専用 : 1
  - サポート : 1

## 隣
E32 徳島自動車道
(2) 藍住IC - 上板SA - (3) 土成IC - 阿波市場SIC（事業中） - 阿波PA - (4) 脇町IC